# Société des automobiles Eugène Brillié
La Société des Automobiles Eugène Brillié est un constructeur automobile français. Elle est créée en 1904, avec pour but de construire des véhicules routiers. Le capital social au moment de sa fondation était de 500 000 francs. À l'origine de sa création se trouve Eugène Brillié, ingénieur civil.
En 1908, la société est intégrée au groupe Schneider.

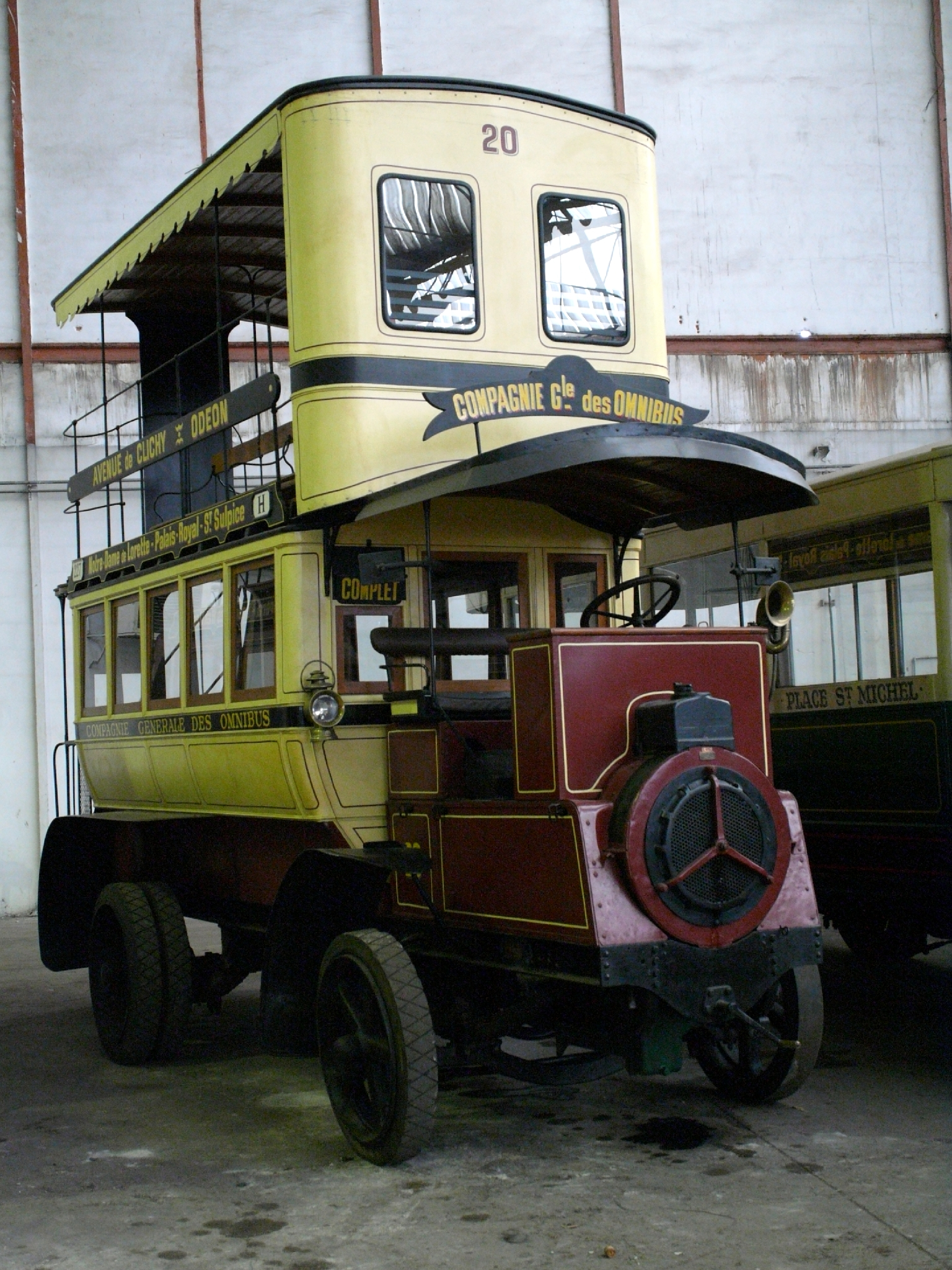
Autobus Brillié n° 20 préservé par l'Amtuir.
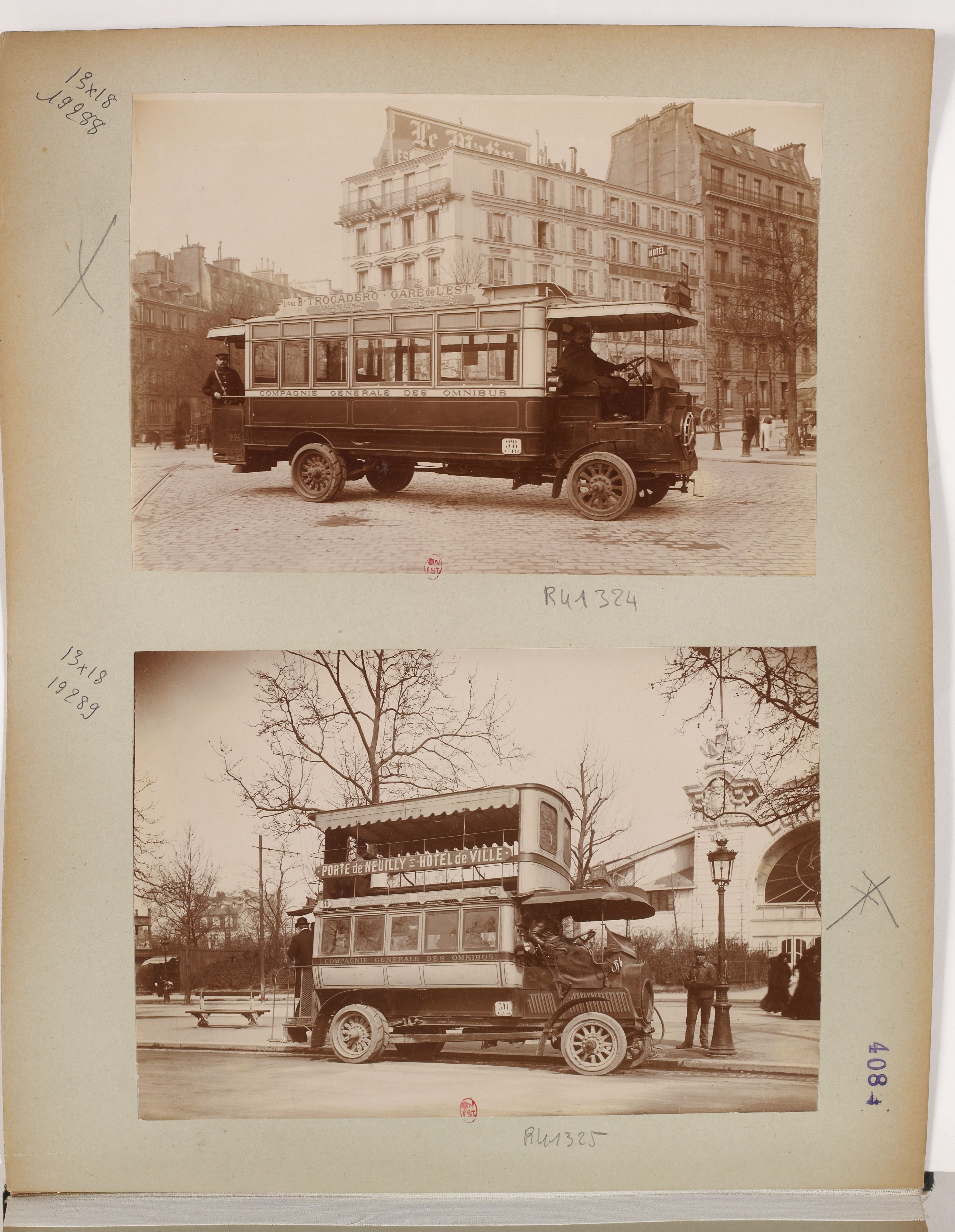
Bus Brillié n° 28  du CGO à Paris, vers 1911.
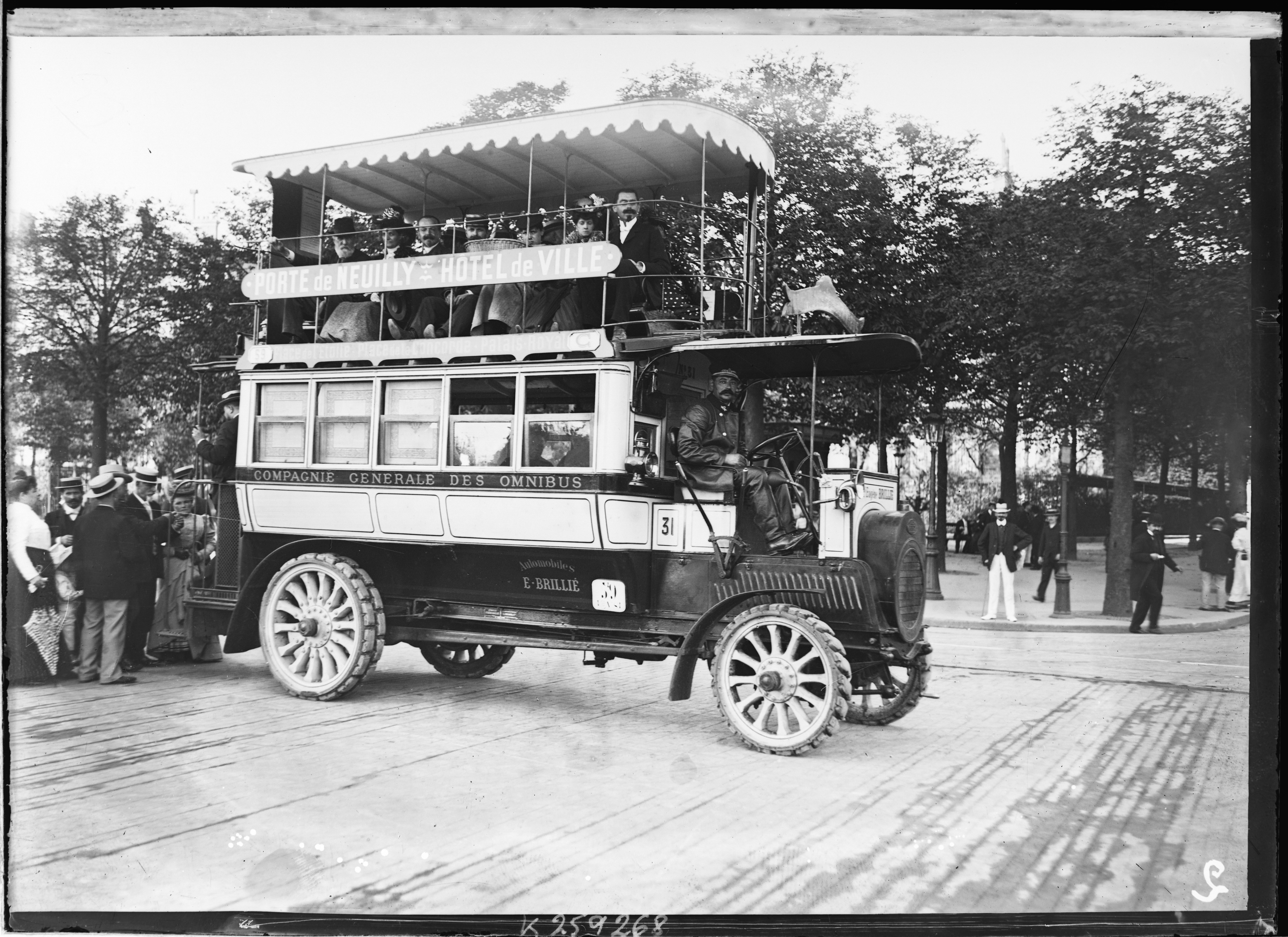
Omnibus Brillié n° 31 de la CGO.

## Production
En 1903, Eugène Brillié quitte la société de moteurs Gobron-Brillié, fondée en 1898 avec Gustave Gobron, de créer sa propre entreprise dans le but de construire des bus.

Le siège social de l’entreprise était situé à Paris, au 60 Boulevard Pereire (place Wagram), et comme il n’y avait pas d’atelier de production propre, les châssis ont été construits par Schneider & Cie. Juste à côté, au no 56, vivait la tragiienne Sarah Bernhardt et au no 63 vivait le peintre et dessinateur André Foy.

La production Brillié est assurée dans les usines Schneider Le Havre. Dans les halls de production du Havre, le modèle Canon de 105 mm de long était auparavant fabriqué.
La production a commencé en 1904 et Schneider & Cie. est devenu le principal actionnaire de la nouvelle société. En 1905, un autobus à arbre à cardan a été construit. En ce qui concerne les pneus, Brillié s’est appuyé sur la qualité particulièrement antidérapante de l’usine d’articles en caoutchouc Louis Peter, dans le centre de l’Allemagne.

Le 28 juillet 1905, un essai routier organisé par l’Automobile Club de France a lieu près de Paris, auquel participe un omnibus Brillié. Le véhicule participait à la catégorie cinq, pour les bus d’au moins 30 places. Le poids à vide du véhicule était équilibré à 4 112 kg. Avec une charge utile admissible de 2 100 kg, le poids du véhicule pourrait donc atteindre 6 212 kg.

Pour le Salon de l’Automobile de 1905, neuf autobus de différents fabricants et avec différents concepts d’entraînement ont été testés sur une ligne spécialement aménagée. Parmi eux se trouvait le véhicule de Brillié mentionné ci-dessus.

Les autres véhicules étaient un véhicule à vapeur de Serpollet, un véhicule essence-électrique de Krieger, un véhicule essence-électrique de De Dion-Bouton, et des véhicules à essence de Latil et Panhard.

La Compagnie générale des omnibus (CGO) a été particulièrement impressionnée par le modèle Brillié-Schneider P2, a conservé le véhicule et a commandé 150 châssis supplémentaires.

Le premier lot de 90 véhicules P2 a été livré en 1906. La numérotation séquentielle de CGO allait du premier prototype de 1905 au dernier véhicule de 1906 du numéro 1 au numéro 91. L’un des avantages des véhicules Brillié pour le CGO est l’approvisionnement en carburant. Les moteurs fonctionnent pour moitié avec de l’alcool et l’autre moitié avec du benzène. C’est un avantage à Paris, car l’essence a un taux d’imposition très élevé, tandis que l’alcool en est exempté.

Le véhicule no 4 du CGO a été construit comme une bus à deux niveaux. Le véhicule no 6 du CGO a été construit comme une bus à deux niveaux. Le véhicule no 16 du CGO a été construit comme une bus à deux niveaux. Le véhicule no 20 du CGO a été construit comme une bus à deux niveaux. Le véhicule no 21 de la CGO s’appelait « Pauline ». Le véhicule no 22 de la CGO avait un seul essieu à l’arrière. Le véhicule no 23 de la CGO avait un essieu tandem à l’arrière,,. Le véhicule no 24 du CGO a été construit comme une bus à deux niveaux. Le véhicule no 28 du CGO a été construit comme une bus à deux niveaux. Le véhicule no 31 du CGO a été construit comme une bus à deux niveaux. Le véhicule no 33 du CGO a été construit comme une bus à deux niveaux. Le véhicule no 54 du CGO a été construit comme une bus à deux niveaux Les véhicules no 80 et no 87 du CGO ont été construits en tant que véhicules à deux étages.

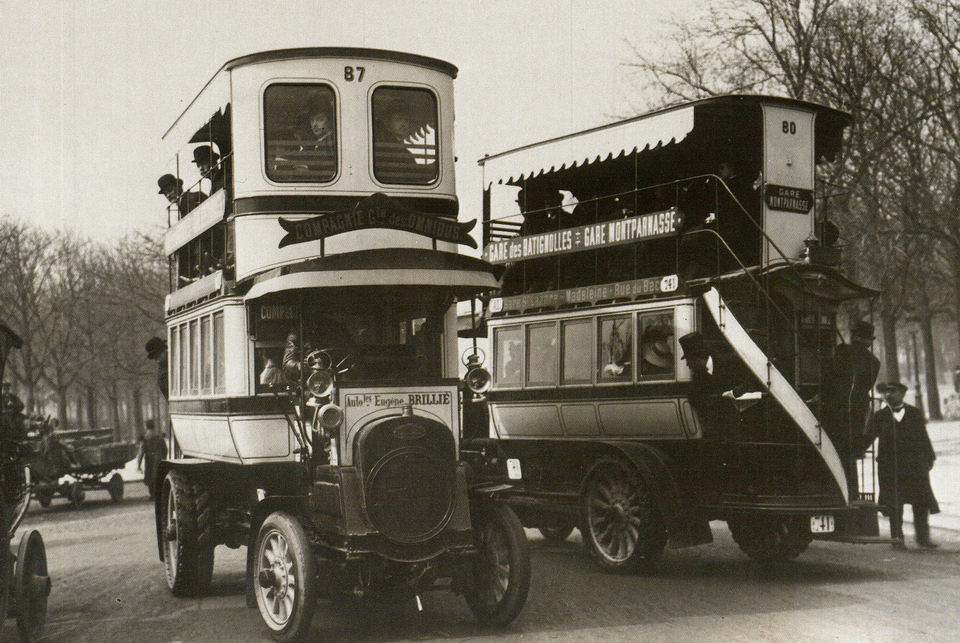
Bus Brillié n° 80 et n° 87 du CGO à Paris, vers 1907.
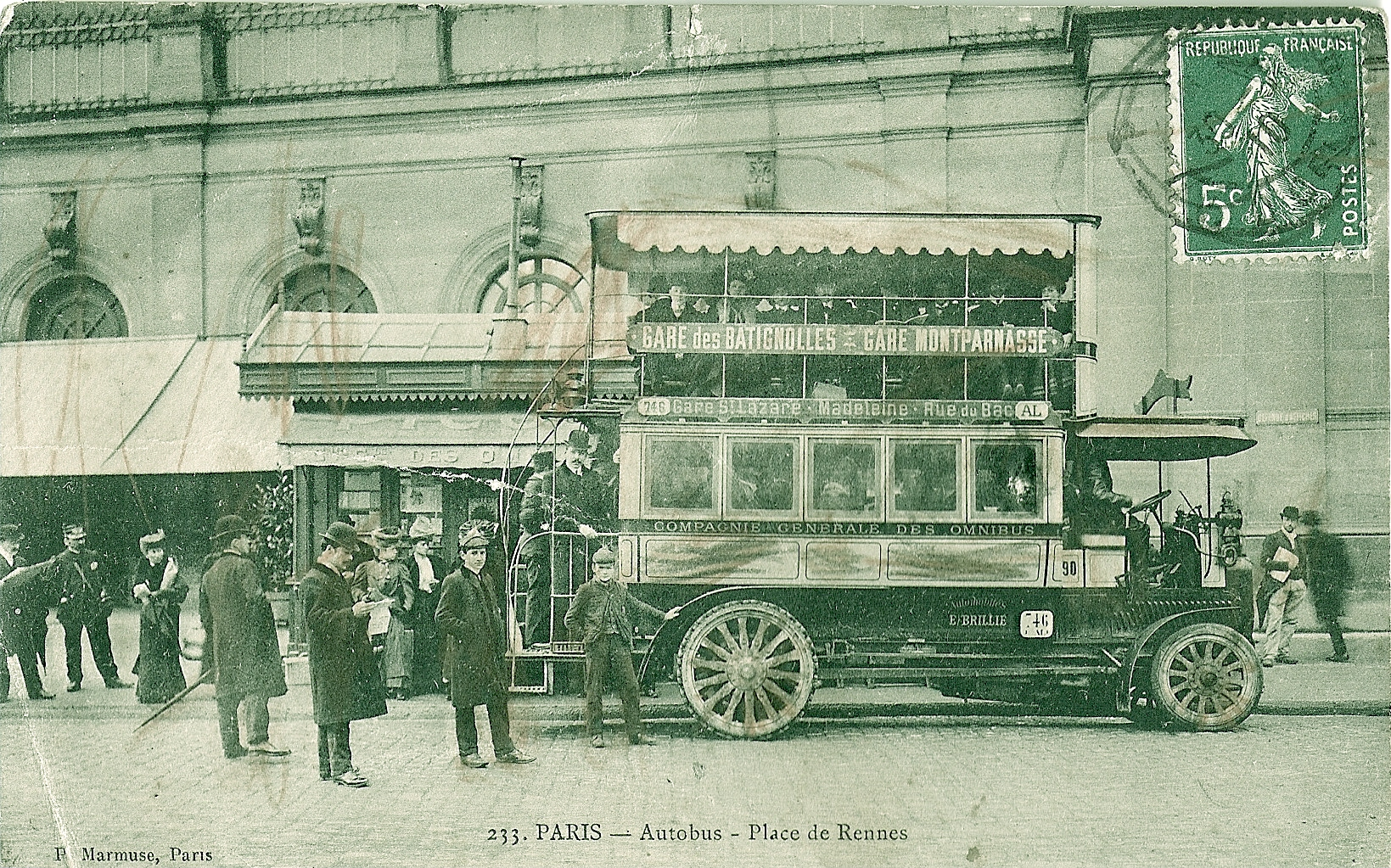
Bus Brillié n° 90 de la CGO à Paris, vers 1910.
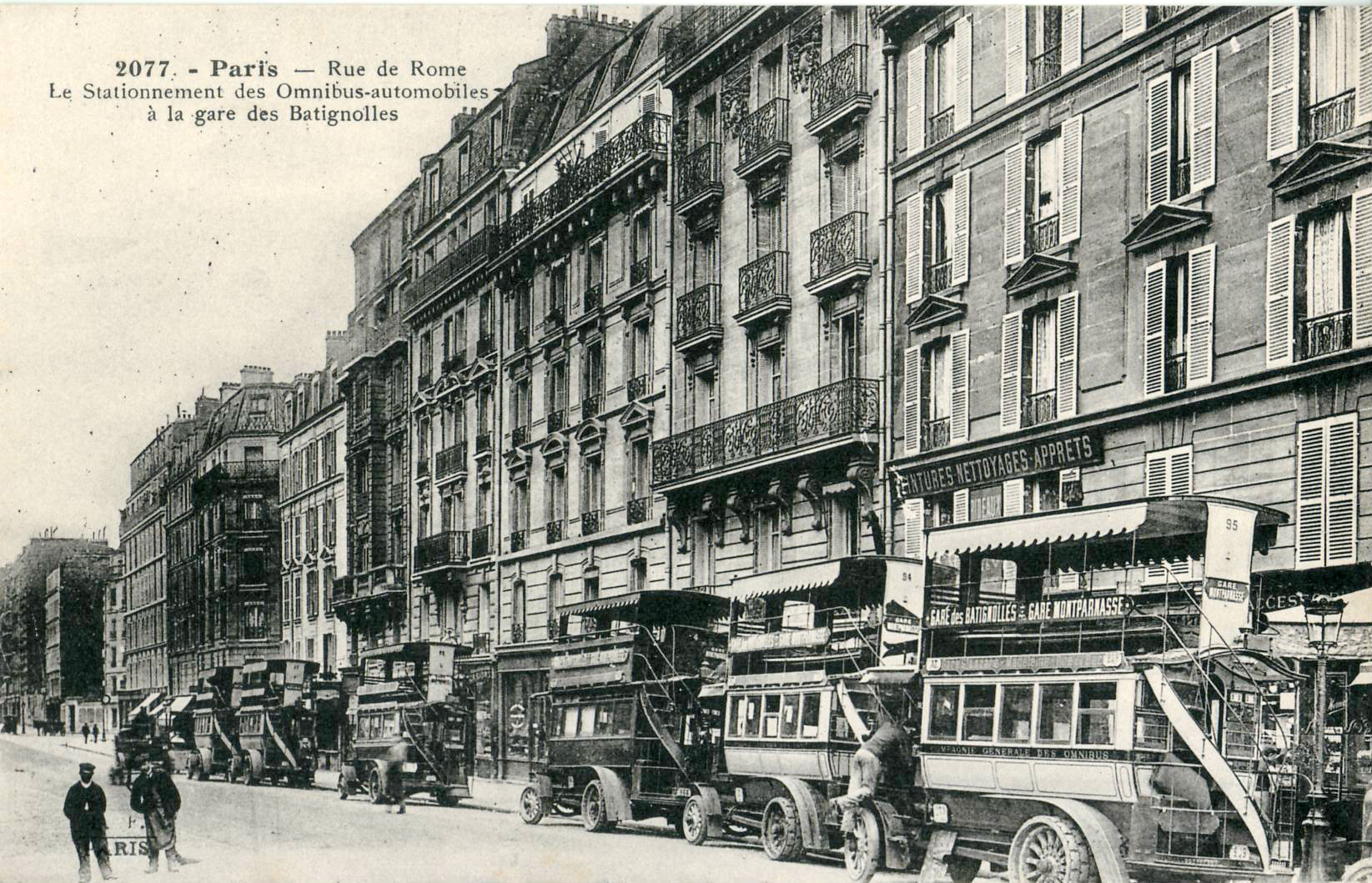
Bus Brillié n° 95 et n° 9 de la CGO à Paris, vers 1910.
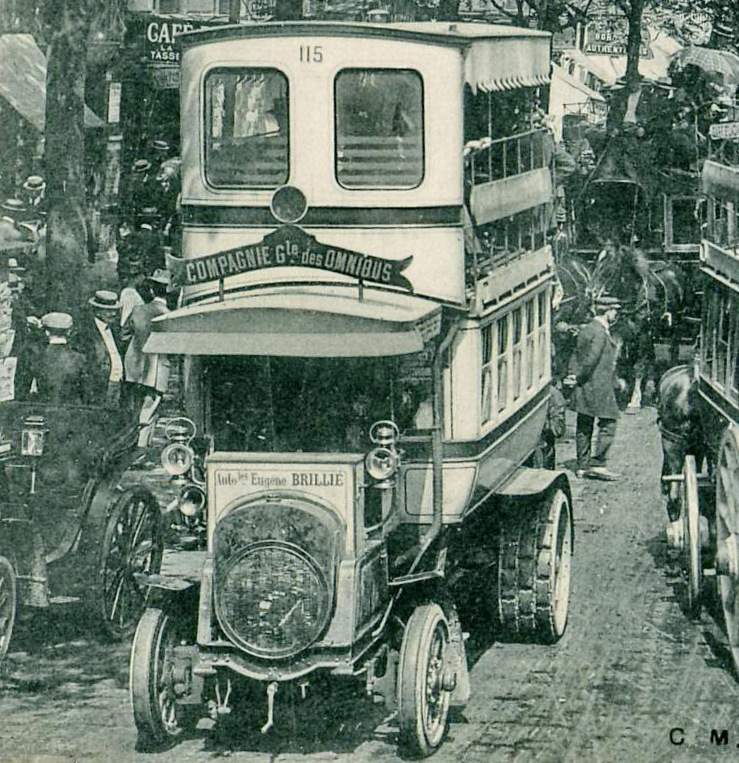
Bus Brillié n° 115  de la CGO à Paris, vers 1910.
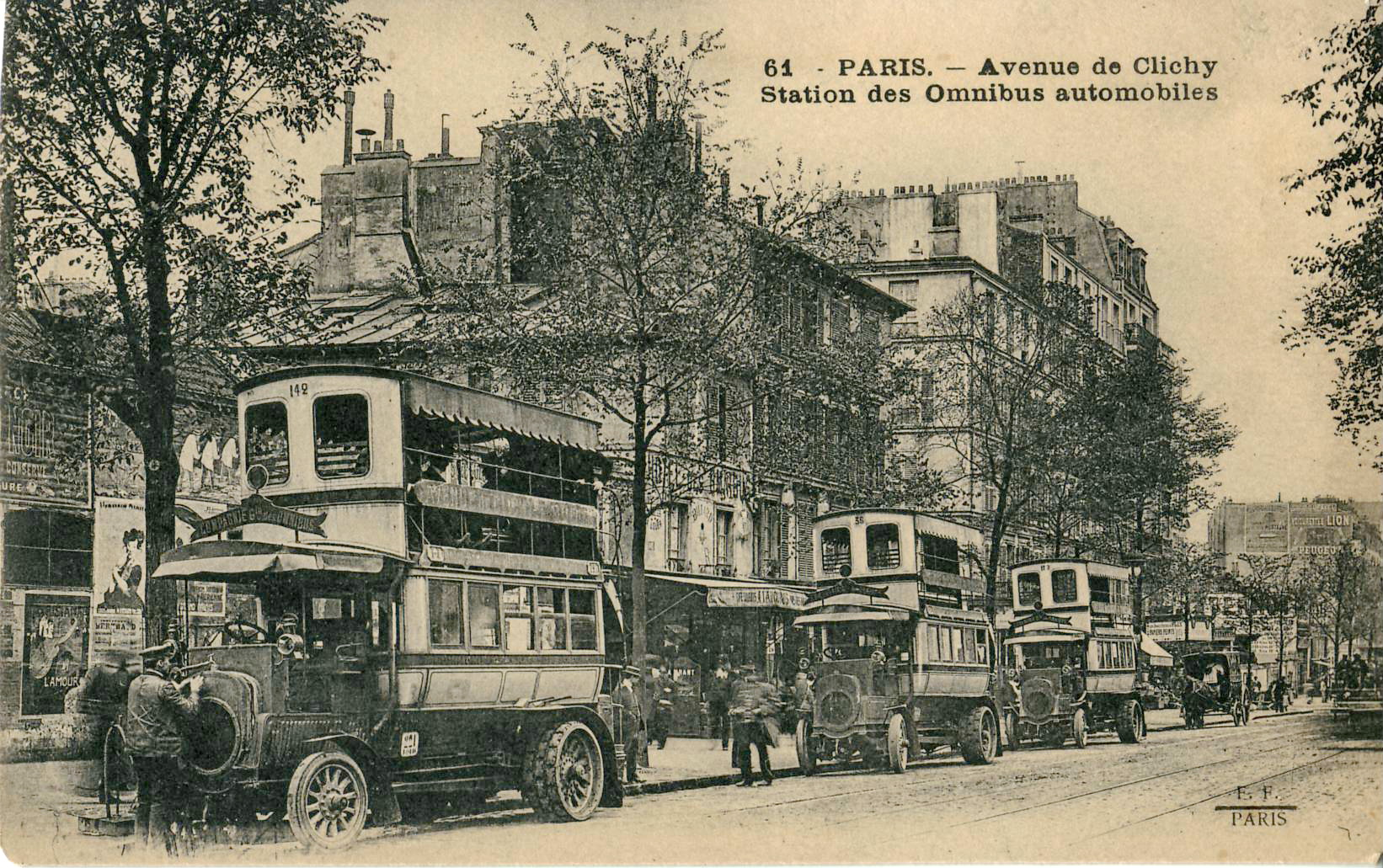
Bus Brillié n° 142  et n° 35 de la CGO à Paris, vers 1914.
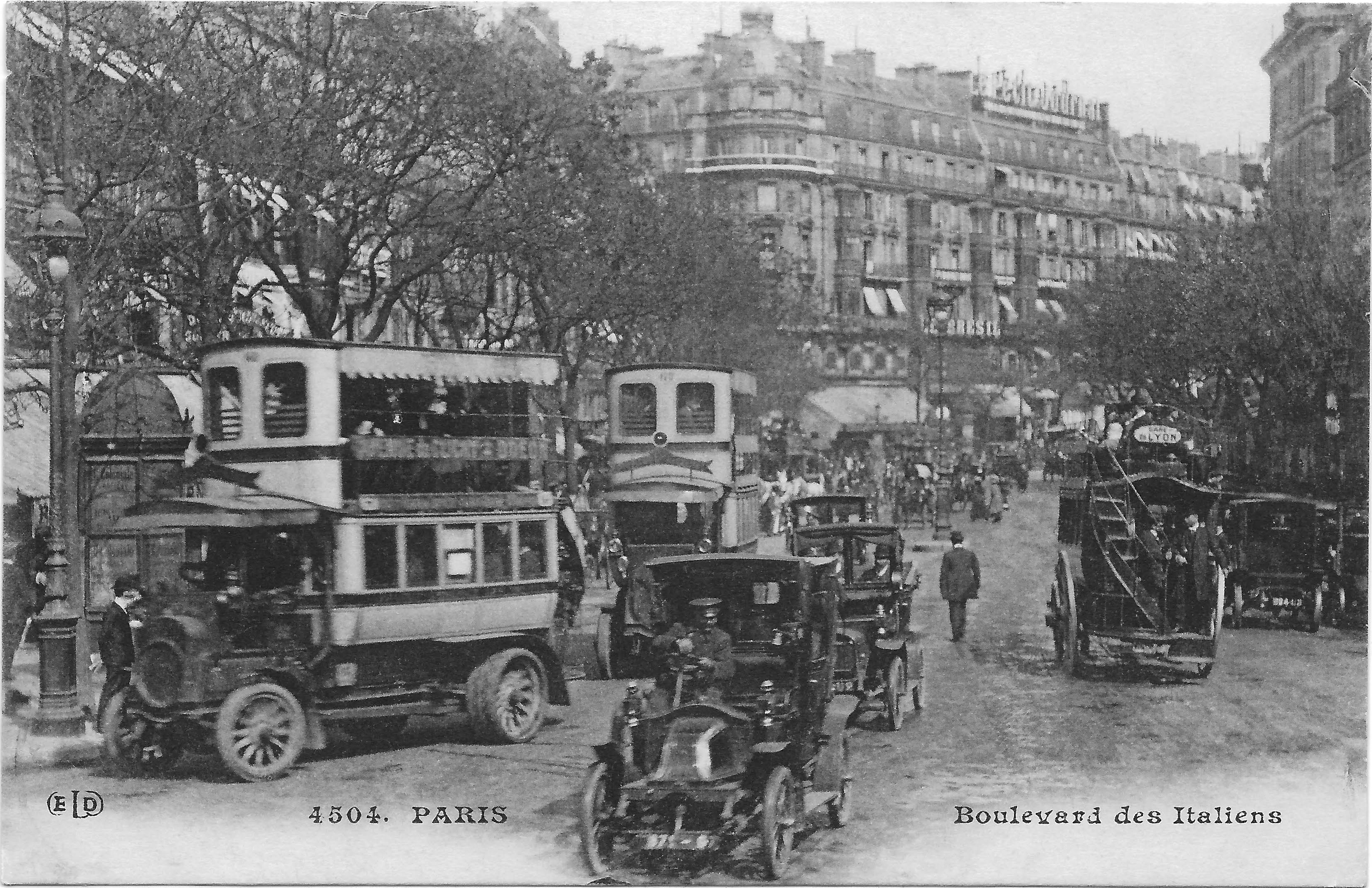
Deux bus Brillié se suivant dans le boulevard des Italiens.
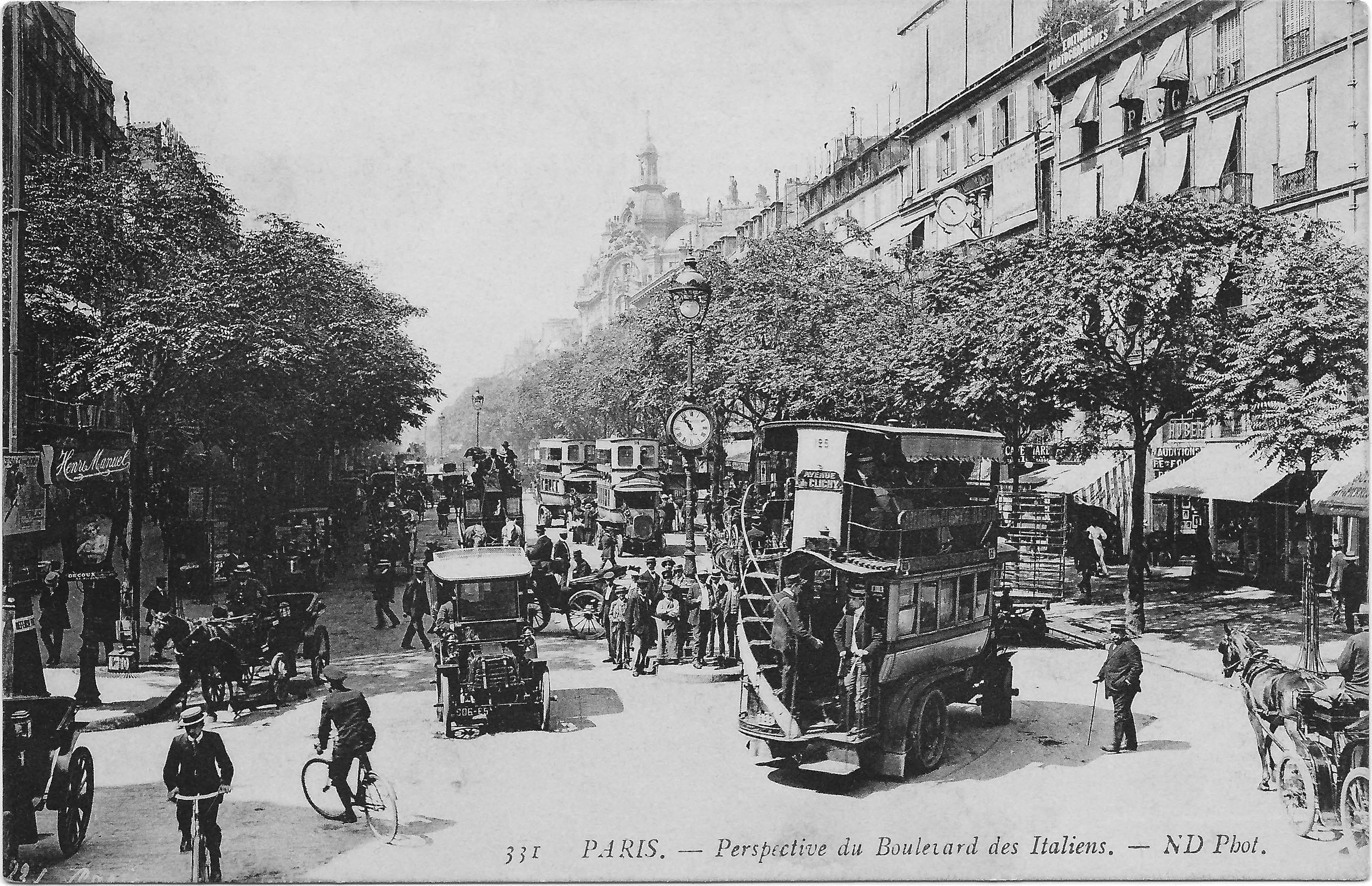
Trois bus Brillié dans le boulevard des Italiens.
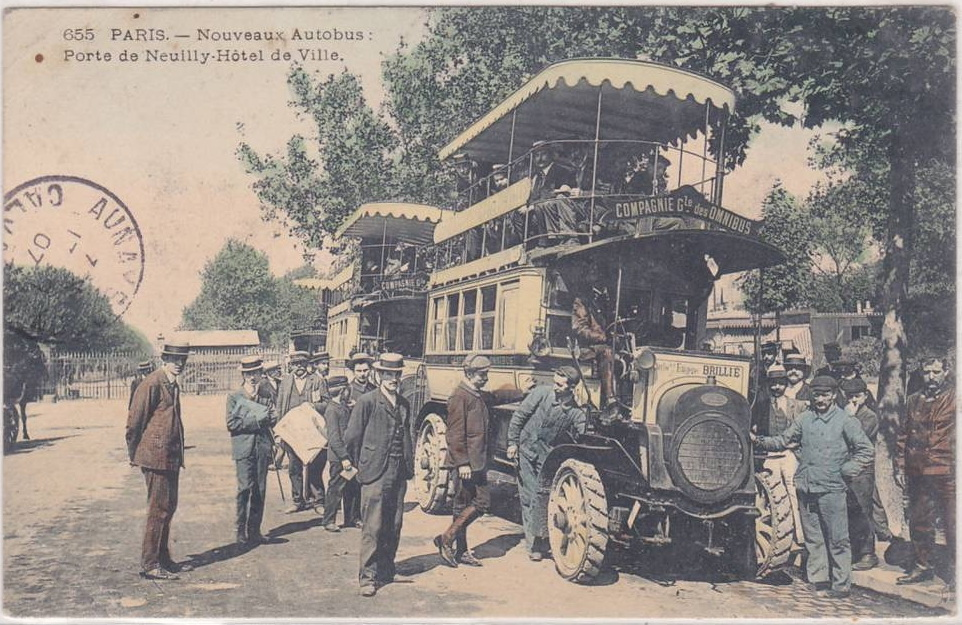
Un bus Brillié à porte de Neuilly
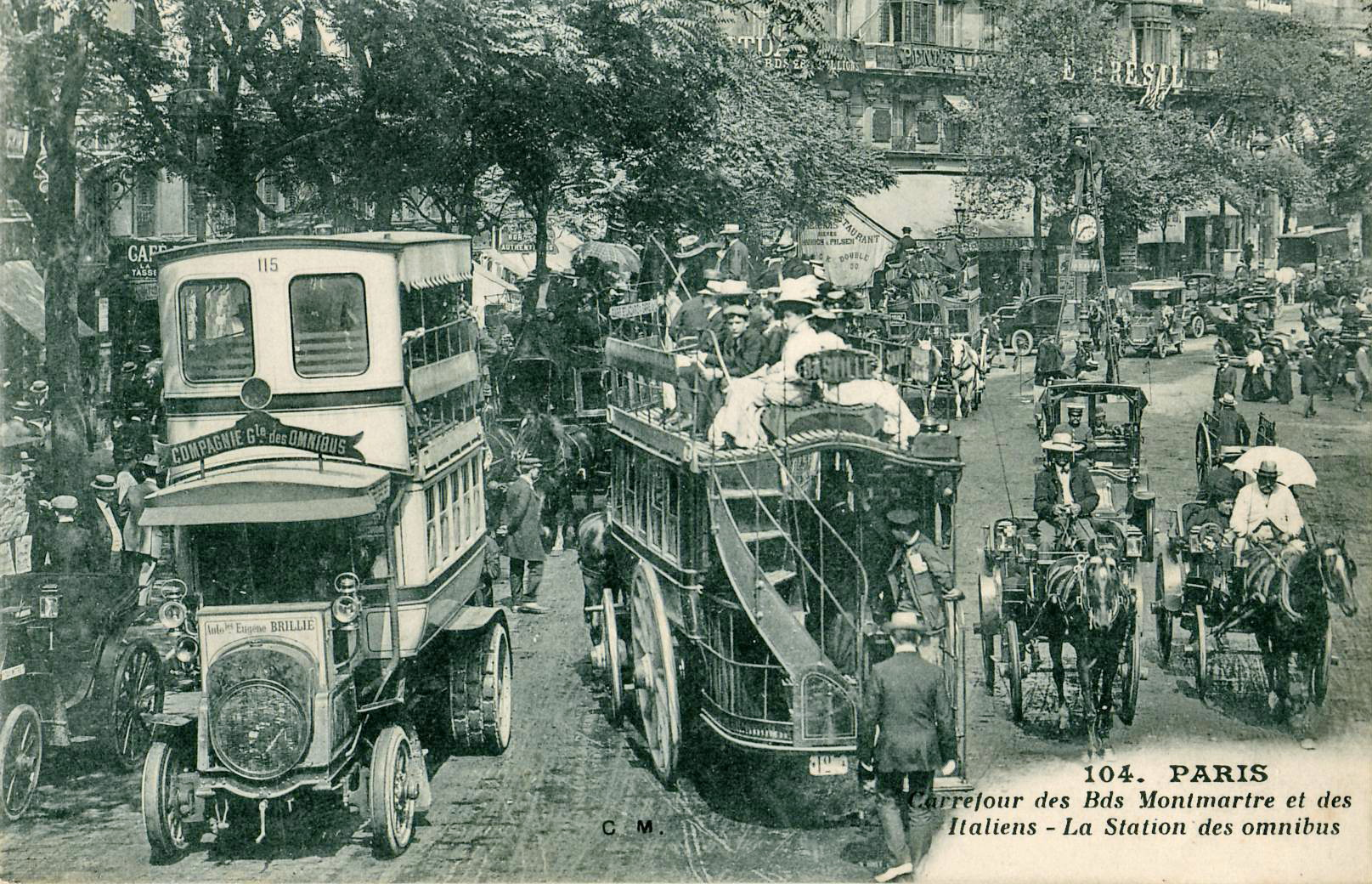
Carte postale montrant un bus Brillié entre le boulevard Montmartre et le boulevard des Italiens.

La variante P2 améliorée révisée a suivi avec 60 unités livrées en 1907. Le véhicule no 150 du CGO a été construit comme une bus à deux niveaux. La numérotation des CGO montait maintenant au numéro 151.

En effet, ce sont les ateliers CGO qui ont placé les carrosseries sur les châssis livrés de Brillié. Le dépôt de la Compagnie générale des omnibus, où la carrosserie était placée sur le châssis Brillié, était situé rue Championnet. En 1908, l’entreprise Brillié Insolvable.

Le CGO a probablement été en mesure d’obtenir 7 autres véhicules de la masse de la faillite avant que Schneider & Cie. ne commence à travailler sur un nouveau prototype, qui a été testé par le CGO en 1908 avec le numéro 159.
Un autre véhicule portant le numéro 160 a suivi. Cependant, le CGO a également testé d’autres constructeurs, comme un véhicule de Lorraine-Dietrich portant le numéro 161, puis à nouveau un véhicule de 
Schneider & Cie avec le numéro 162. Il a été suivi par deux véhicules Renault portant les numéros 163 et 164, suivis d’un véhicule Schneider portant le numéro 165.

Un véhicule de Brasier a également été testé sous le numéro 166 avant de revenir chez Schneider & Cie pour commander un gros lot de 100 véhicules supplémentaires.

L’oreille de type P3 commandée est le développement ultérieur de la Type 2 de Brillié.

À la fin de l’année 1907, 151 châssis d’autobus Brillié P2 sont produits pour le CGO, avec le matériel roulant de la CGO. 100 châssis motorisés d'autobus type Schneider & Cie (Brillié) P3 ont été produits.

| Année                       | 1905 | 1906  | 1907 | Jusqu’en février 1908 | total | 1908 | 1909-1911 |
| --------------------------- | ---- | ----- | ---- | --------------------- | ----- | ---- | --------- |
| Brillié P2 pour CGO         | 1    | 90    | 60   | 7                     | 158   |      |           |
| Brillié P2 pour CDG         | 0    | >1    | >1   | 0                     | >2    |      |           |
| Brillié P2 pour LGOC        | 1    | 15    | 15   | 0                     | 31    |      |           |
| Brillié P2 Camion           | 0    | >1    | > 6  | 0                     | > 7   |      |           |
| Total Brillié P2            | 2    | > 107 | > 82 | 7                     | > 198 |      |           |
|                             |      |       |      |                       |       |      |           |
| Schneider & Cie P3 pour CGO | 0    | 0     | 0    | 0                     | 0     | 4    | 100       |

- CDG = Compagnie du Gaz de Paris[28]
- LGOC = London General Omnibus Co.[29]
- Réforme de 100 Schneider P2 dont les châssis sont récupérés pour construire les Schneider P3

## Spécifications
- Longueur totale : 5 200 mm
- Voies : 1 520 mm
- Empattement : 3 650 mm
- Diamètre des roues avant : 900 mm
- Diamètre des roues arrière : 1 060 mm
- Poids du châssis : 3 200 kg
- Puissance du moteur (quatre cylindres à circulation d’eau par pompe rotative) : 45 ch
- Consommation de benzène : env.  ¹⁄₂ L par km = 50 L/100 km
- Régime de ralenti : 150 tr/min

## Camions de Brillié

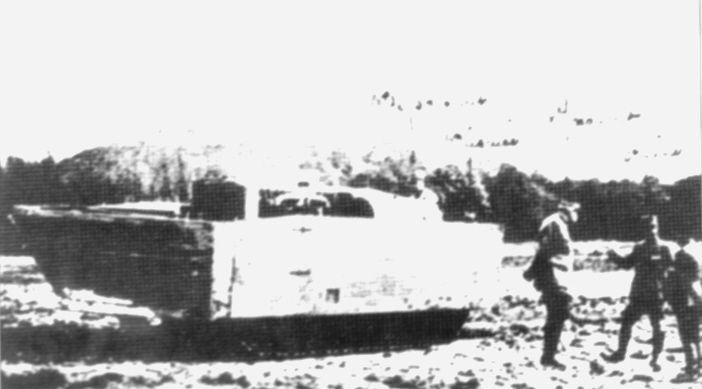
Le « Tracteur Brillié », prototype du char Schneider, vers 1915.

Du 16 au 24 novembre 1901, une exposition de moteurs et d’équipements fonctionnant à l’alcool dénaturé, organisée par le ministère de l’Agriculture, se tient au Grand Palais (Paris). Dans la catégorie des véhicules industriels, le meilleur résultat dans la catégorie des gros camions a été obtenu par la Société Nancéienne d’Automobiles. Le camion à benne basculante Nancéienne, construit et conçu par Brillié, a reçu une médaille d’or.
Dès 1904, Brillié présente à l’armée portugaise un Tracteur d'artillerie commandé par le gouvernement portugais,,. La charge utile était de 5 300 kg.
Il a pu tirer un train composé de quatre obusiers d’un poids total de 26 tonnes sur des pentes de 7,5 %. Ce n’est qu’en 1915 qu’Eugène Brillié, ingénieur chez Schneider et Cie, met au point un autre tracteur pour l’armée.

En plus des bus pour le CGO, des camions, ont également été construits sur le châssis. Les véhicules de la Compagnie du Gaz de Paris sont probablement des camions.
En 1905, Brillié avait présenté un camion de seulement 10 ch à partir d’un moteur bicylindre. Le véhicule, d’un poids à vide de 2 200 kg, a été chargé de 4 465 kg, ce qui a donné un poids total de plus de 6 600 kg. Le camion a subi une panne moteur près de Saint-Germain.
Au concours de camions organisé par l’Automobile Club de Belgique au printemps 1907, un camion Brillié équipé d’un moteur de 24 ch a participé. Pour le trajet de 186 km entre Bruxelles et Bruxelles en passant par Anvers et Genk, le camion avait besoin de 72 L de carburant. Le lundi de Pentecôte 1907, trois véhicules Brillié participent à la compétition de véhicules industriels organisée par l’Automobile Club de France. Deux camions Brillié, participent à la grande manœuvre du sud-ouest de la France, du 4 au 15 septembre 1907. Il s’agissait d’un camion à quatre roues d’une charge utile de 4 500 kg et d’un camion à six roues similaire à l’Omnibus no 23  de la CGO. Ce camion à quatre roues avait le « petit » moteur de 20/24 ch. Le camion à six roues, est équipé d’un moteur de 35/45 ch.
Le moteur quatre cylindres de 20/24 ch avait un alésage de 120 mm avec une course de 100 mm. La puissance maximale du moteur avec 4 524 cm3 a été atteinte à 1 000 tr/min. Le moteur quatre cylindres de 35/45 ch avait un alésage de 150 mm avec une course de 140 mm. La puissance maximale du moteur avec 9896 cc a été atteinte à 1 000 tr/min. La charge utile des deux véhicules était de 4 500 kg avec un poids brut de 7 000 kg.